# 俳優の肖像
『俳優の肖像』（はいゆうのしょうぞう、露: Портрет актёра、英: Portrait of an Actor）は、イタリア・バロック期の画家ドメニコ・フェッティがキャンバス上に油彩で制作した絵画である。現在、サンクトペテルブルクのエルミタージュ美術館に所蔵されている。おそらく1621年か1622年にマントヴァで描かれた。仮面を持っている人物は、コンメディア・デッラルテの俳優であるトリスターノ・マルティネッリ、またはフランチェスコ・アンドレイーニであると考えられている。なお、ヴェネツィアのアカデミア美術館 には、特定されていない画家の手になるよく知られた複製が所蔵されている。

## 来歴
本作に関する最初の記録は、パリのマザラン宮殿におけるジュール・マザラン枢機卿のコレクションの目録にある。その目録には、「アルルカン、キャンバス画、フェッティ作 (Harlequin, sur toile, par Fety)」と記されている。枢機卿の1661年の死後に作成された目録では1266番として記載され、「フェッティによるもう1つの作品 (1)、キャンバス画、アルルカン、俳優、仮面を所持 (Un autre faict par Fety (1), sur toile, représentant Harlequin, comédien, tenant un masque)」と記されている。
作品は、後にピエール・クロザのコレクションに入った。1726年の『クロザ目録』 (版画による作品目録) では、二コラ4世・ド・ラルメッサンの版画により『喜劇俳優の肖像』として複製が掲載されたが、俳優はマントヴァ公爵に仕えた人物であると記されている。作品は1740年のクロザの死後に作成された目録にも記載され、クロザの甥ルイ＝アントワーヌ・クロザ (Louis-Antoine Crozat) に受け継がれた。1755年の目録では、「俳優、帽子なし、アルカカンの仮面を所持、フェッティ作 (Comédien la tête découverte, tenant un masque d'Arlequin; par le Feti)」の肖像として記されている。
ルイ＝アントワーヌ・クロザの死後の1772年に、作品は彼の遺産相続者によりロシアのエカチェリーナ2世に売却され、1744年のエルミタージュ美術館のコレクションにあったことが記されている。

## 人物の特定
19世紀後半以来、フェッティの『俳優の肖像』の人物は、興味と意見の不一致の対象となってきた。画家がマントヴァのゴンザーガ家に滞在していた時期 (1614-1622年) に制作した肖像画のうち、確実に人物が特定された作品はほとんどないが、本作ほど多くの注目を得てきた作品はない。パメラ・アスキューは、「理由は、間違いなく作品の持つ印象的な性格描写と仕上げにある。多くの点で、フェッティの肖像画中、最も偉大で心を打つものである」と述べている。

### 以前の人物特定
1990年にフェッティに関する書を著したエドワード・サファリックは、以前に提唱された5人の人物を本作のモデルとして記載している。俳優のフランチェスコ・ガブリエッリ、ジョヴァンニ・ガブリエッリ、ジョヴァンニ・バッティスタ・アンドレイーニ、トリスターノ・マルティネッリ、作曲家のクラウディオ・モンテヴェルディである。これらの人物の中で、マルティネッリを別として、ジョヴァンニ・ガブリエッリとモンテヴェルディが肖像画の人物として広く支持された。

#### ジョヴァンニ・ガブリエッリ
1891年のエルミタージュ美術館の絵画目録の編集者ブリュイニンク (Brüiningk) とソモフ (Somoff) は、本作の人物をイタリアのコンメディア・デッラルテの俳優ジョヴァンニ・ガブリエッリとして特定し、アンニーバレ・カラッチの『リュート奏者の肖像』 (1600年ごろ) のずっと若い人物と同一であるとした。
研究者のデニス・マホンは、フェッティの肖像画とアンニーバレの『リュート奏者』、そしてアゴスティーノ・カラッチの版画『ジョヴァンニ・ガブリエッリ』 (1599年ごろ) の3作品を相関させ、1947年にその関連性を否定した。
1962年に誤りは増幅された。アンニーバレの『リュート奏者』を所蔵していたドレスデンのアルテ・マイスター絵画館の館長ヘナー・メンツ (Henner Menz) は、アンニーバレの絵画に『リュート奏者ジョヴァンニ・ガブリエッレの肖像』という題名を与え、絵画を「音楽家の肖像」としたために、俳優のジョヴァンニ・ガブリエッリが類似した名前のヴェネツィアの作曲家ジョヴァンニ・ガブリエーリと混同されることになった。
これらの誤った人物の特定化は続いたが、1971年に研究者ポズナー (Posnere) はそれらを真っ向から否定し、カルロ・チェーザレ・マルヴァジーアの1678年の著作『フェルシーナ・ピットリーチェ (Felsina Pittrice)』の人物特定にもとづき、『リュート奏者』の人物をボローニャのマスケローニ (Mascheloni) 家の1人とした。1991年のH.C.ロビンス・ランドンとジョン・ジュリアス・ノーウィッチの人気著作『ヴェネツィアにおける音楽の500年 (Five Centuries of Music in Venice)』(英語、イタリア語、フランス語、日本語で刊行され、テレビで5回の連続ドラマ『マエストロ (Maestro)』ともなった) には、『リュート奏者』が作曲家ガブリエーレの肖像として1ページ分のカラー図版で登場した。1978年に、アスキューは、『リュート奏者』の人物をマスケローニ家の1人とするポズナーの特定化を強く支持し、最近、アルテ・マイスター絵画館では、人物をボローニャのジュリオ・マスケローニとして特定化している。

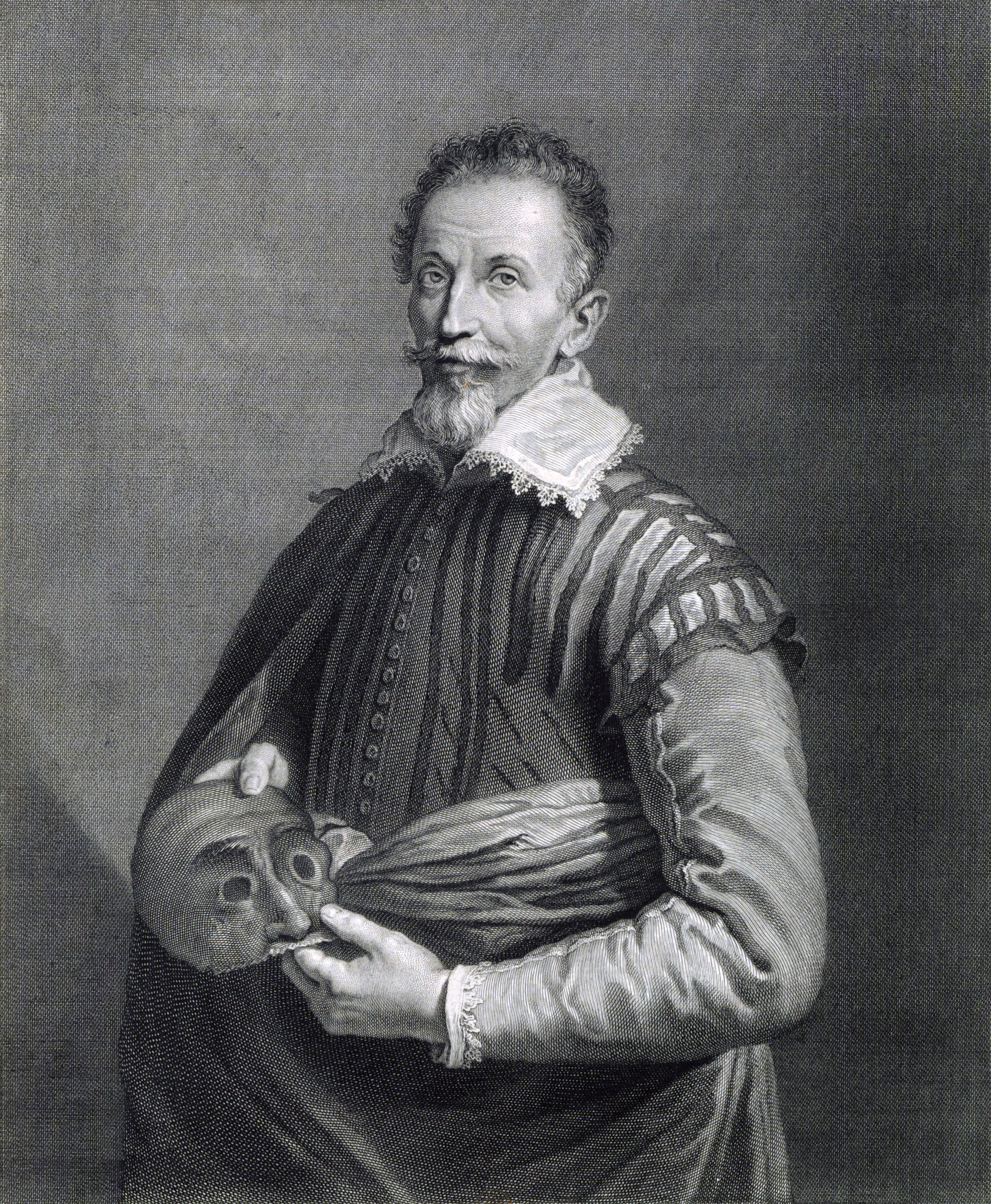
『クロザ目録（英語版）』にあるフェッティの作品の版画 (1729年)
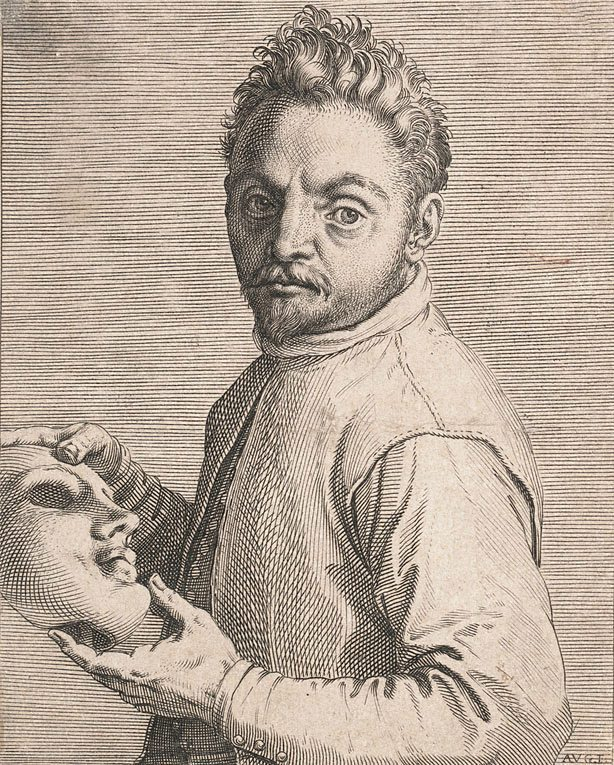
アゴスティーノ・カラッチ『ジョヴァンニ・ガブリエッリ』 (1599年)
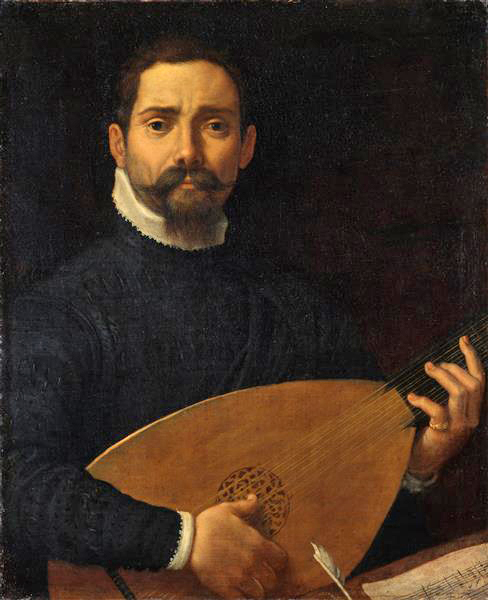
アンニーバレ・カラッチ『リュート奏者』 (1600年ごろ) 、アルテ・マイスター絵画館、ドレスデン

#### クラウディオ・モンテヴェルディ
デ・ログ (De Logu) は、1967年にフェッティの『俳優の肖像』の人物はイタリアの作曲家クラウディオ・モンテヴェルディであるとした。しかし、この特定化もまた否定されている。

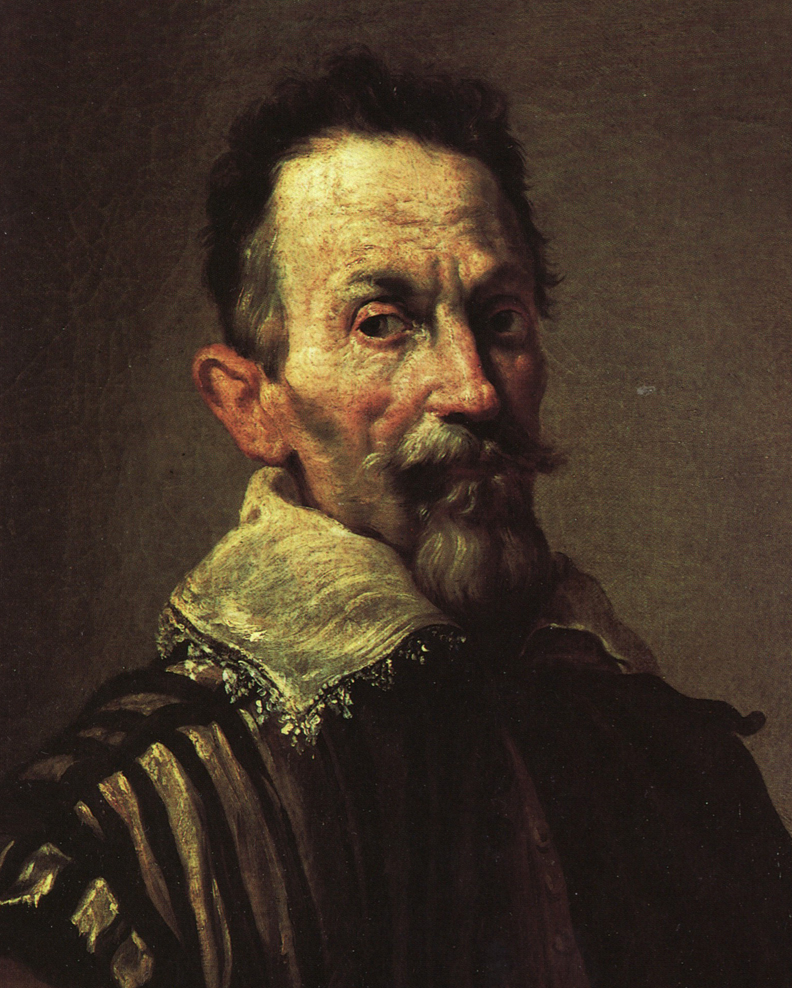
フェッティの『俳優の肖像』の複製 (部分)、アカデミア美術館 (ヴェネツィア)
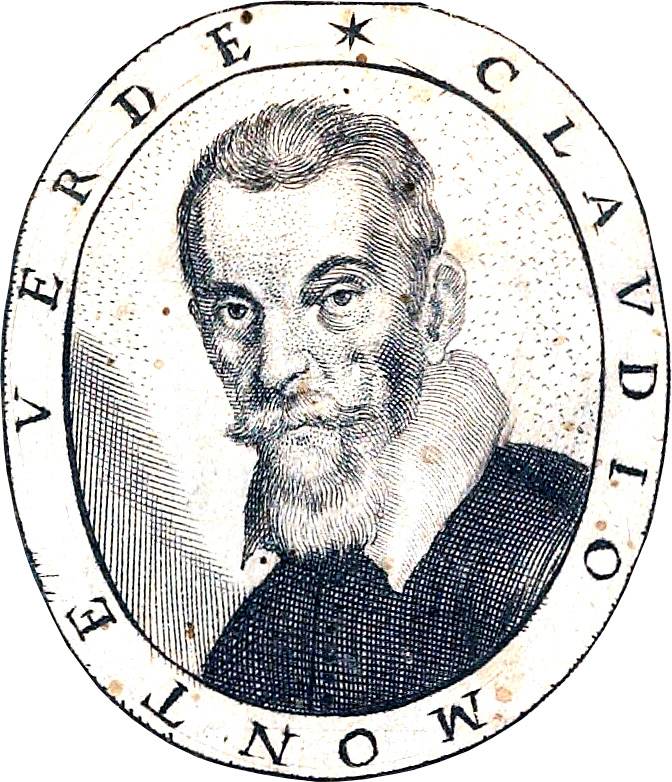
1644年の著作『フィオーリ・ポエティチ (Fiori Poetici) 』の題名ページにあるモンテヴェルディの肖像
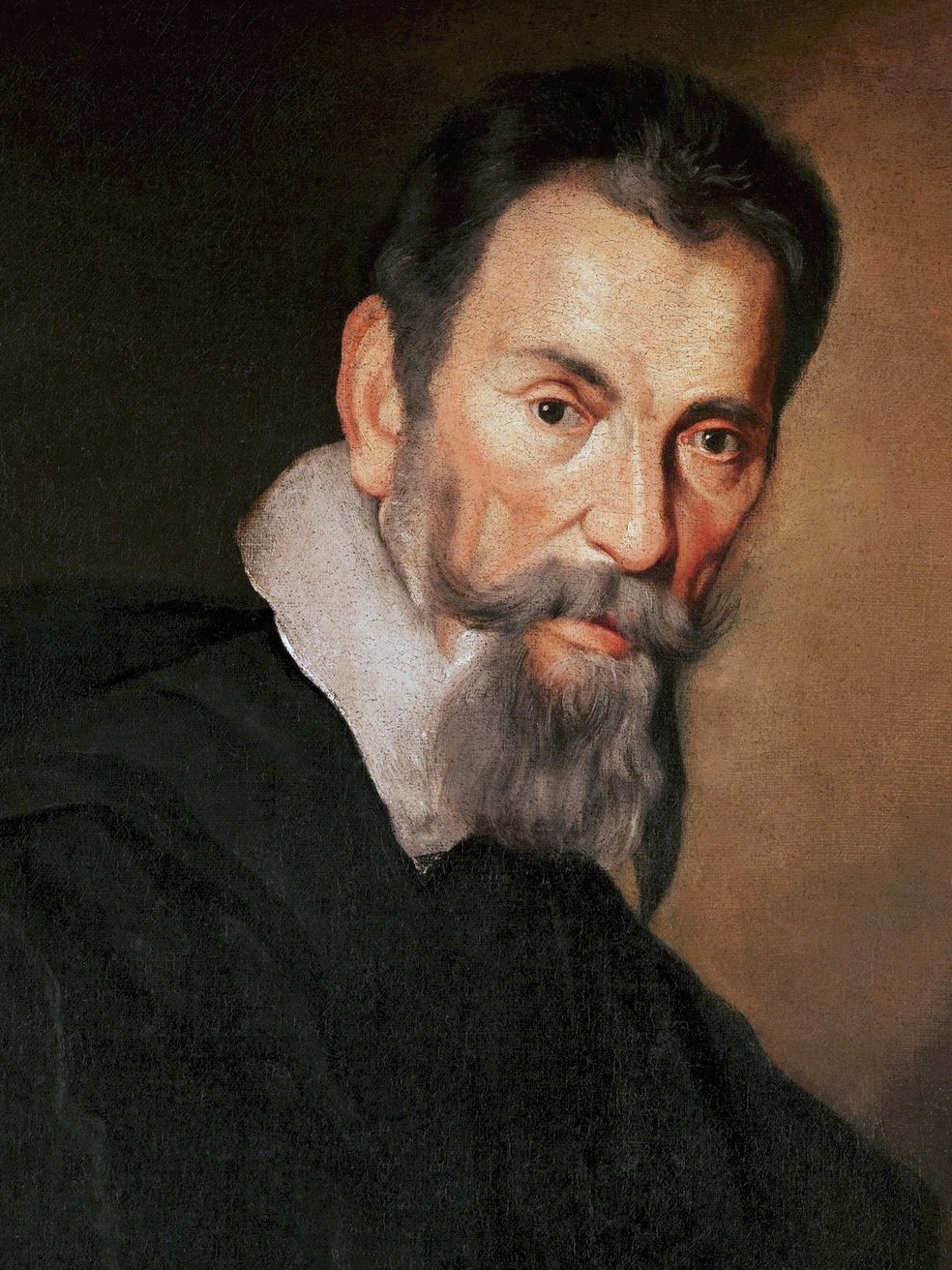
ベルナルド・ストロッツィ『モンテヴェルディの肖像』 (1630年ごろ)

### 現在の人物特定

#### トリスターノ・マルティネッリ
アスキューは、フェッティの『俳優の肖像』の人物として、1954年に最初にトリスターノ・マルティネッリの名を挙げ、1978年に『バーリントン・マガジン』で詳しい分析を発表した。マルティネッリはおそらく仮面を着けた助役のザンニ (Zanni) にアルルカンの名を使った最初の俳優で、1630年の彼の死にいたるまで最も有名なアルルカンであった。彼は多くの自身の劇的な肖像画を依頼したが、フランスに帰りたいと望んでいた1626年にそのうちの3点をフランスに送った。そのうちの1点はフェッティの本作であった可能性があり、後にマザラン枢機卿が取得した。本肖像画をマルティネッリと関連づけた最初の記録は1912年のものであり、その年にパステルによる肖像画の複製 (フラゴナールに帰属された) が『作家、俳優マルティネッリの肖像』としてパリで売却された。

#### フランチェスコ・アンドレイーニ
フェッティの研究者エドワード・サファリックは、1990年にフェッティの肖像画の人物を俳優のフランチェスコ・アンドレイーニとして提唱した。アンドレイーニは男性の愛人役として俳優業を開始し、後にスパヴェント・ダ・ヴァッリンフェルナ (Spavento da Vall'Inferna) 大尉役として有名になった。彼はまた、シチリアの医者、羊飼いコリント、降霊術師ファルシローネ (Falsirone) の役も時々演じた。サファリックの特定化は、フェッティの肖像画 (そして、肖像画の習作とされる素描) と、アンドレイーニの著作『スパヴェント大尉の活躍 (Le Bravure di Capitano Spavento)』 (1609年にヴェネツィアで刊行) の口絵となっているアブラハム・トゥンマーマン (Abraham Tummerman) の版画との比較にもとづいている。フェッティの肖像画は、1996年のマントヴァのパラッツォ・デル・テでの展覧会 (サファリックが組織した) で『フランチェスコ・アンドレイーニの肖像』という題名で展示された。

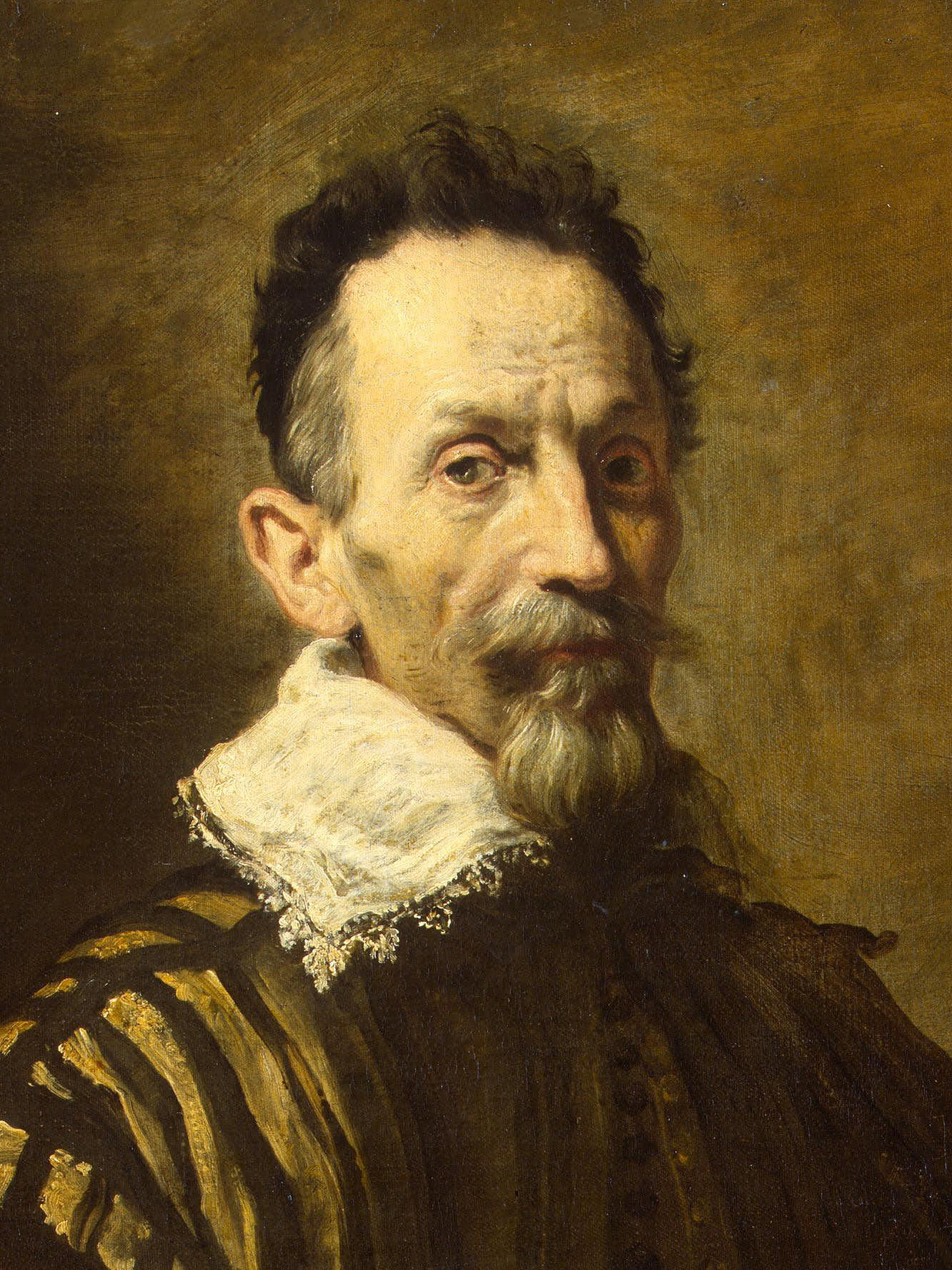
フェッティの肖像画
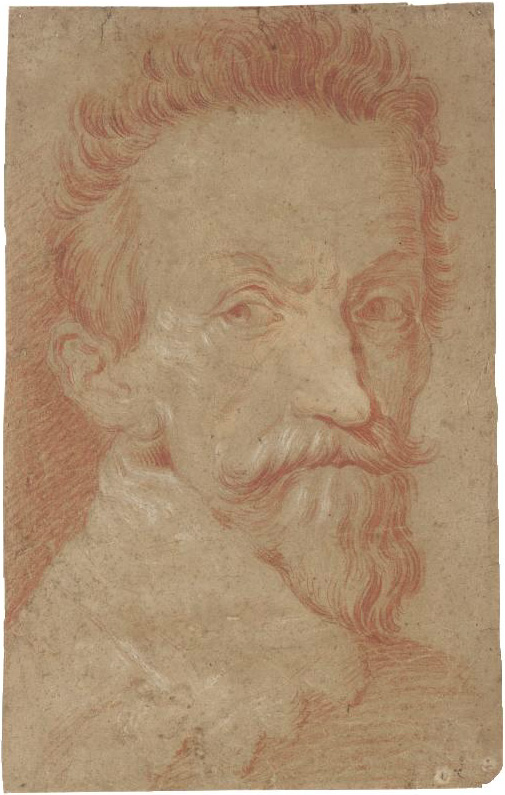
フェッティの肖像画のための習作 (サザビーズで売却された)
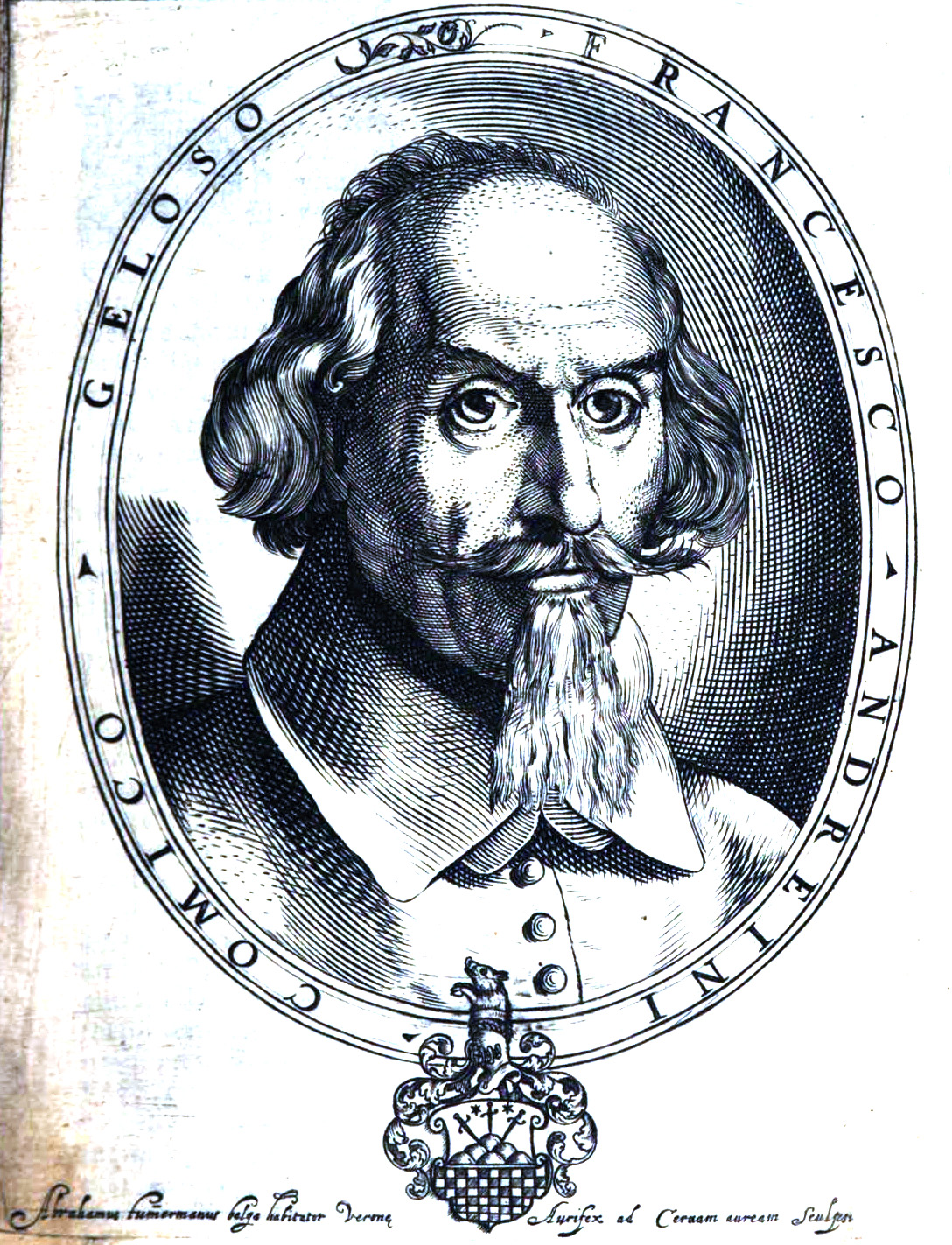
アンドレイーニの著作『スパヴェント大尉の活躍 (Le Bravure di Capitano Spavento)』 の口絵
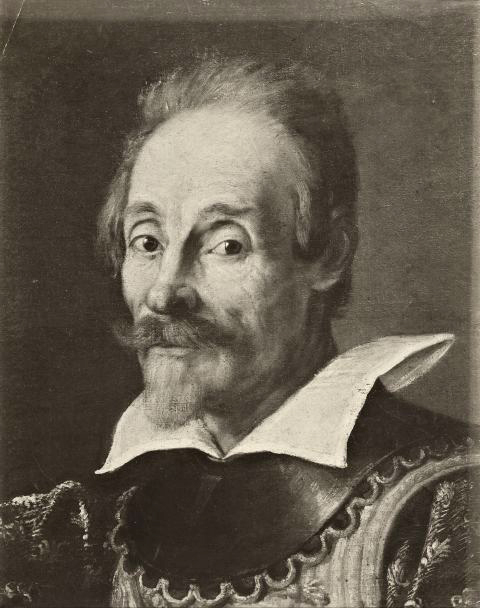
『スパヴェント大尉としてのフランチェスコ・アンドレイーニの肖像』 (1620-1625年ごろ) の部分
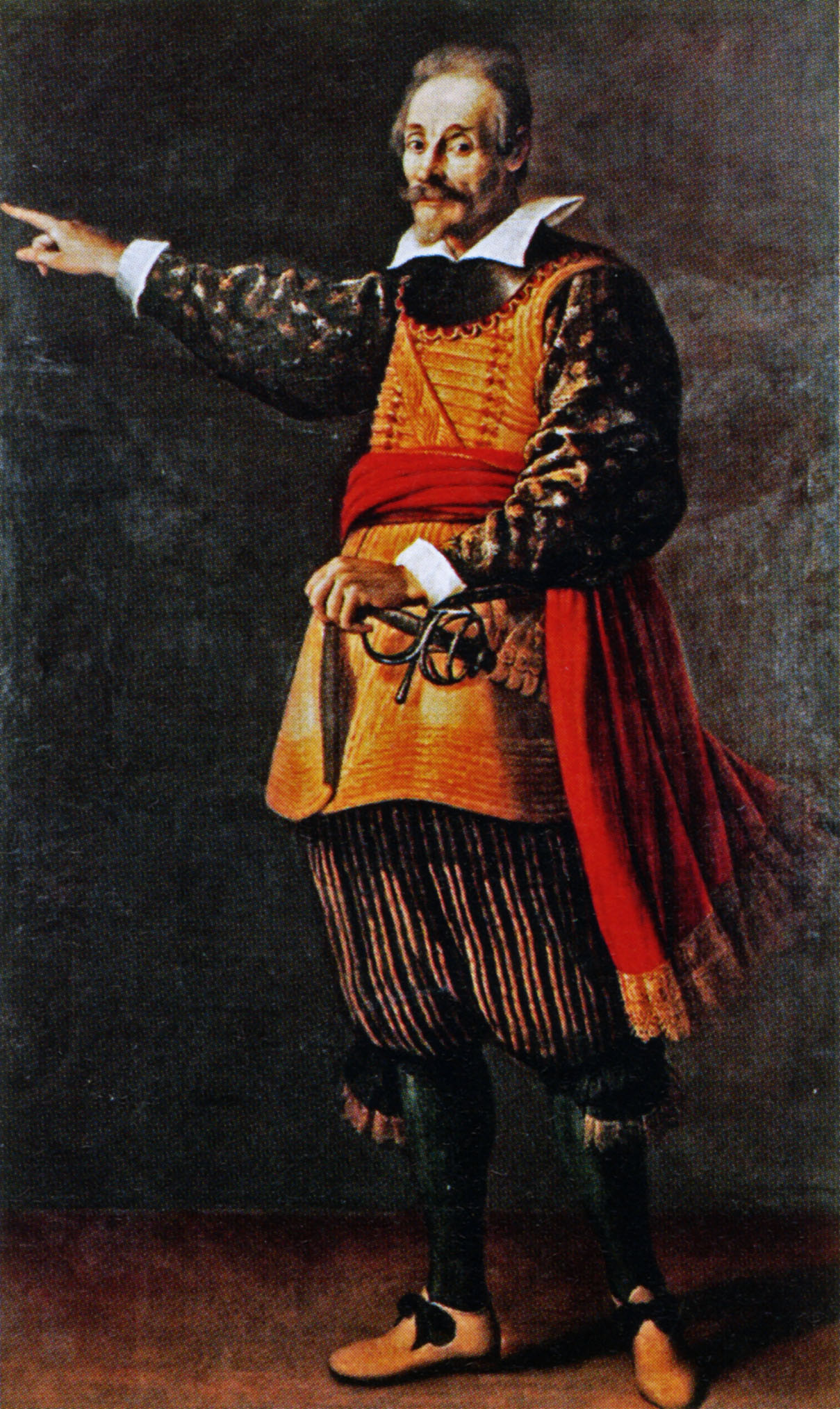
『スパヴェント大尉としてのフランチェスコ・アンドレイーニの肖像』

#### エルミタージュ美術館の人物特定
2015年に、エルミタージュ美術館の学芸員たちは、フェッティの肖像画の人物をトリスターノ・マルティネッリ、またはフランチェスコ・アンドレイーニとして特定化したが、これらの特定化は後に撤回された。ちなみに、ロンドンの大英博物館は『クロザ目録』 にある版画の1枚を所有しており、フェッティの肖像画の人物をフランチェスコ・アンドレイーニとして特定化している。